# دالنت

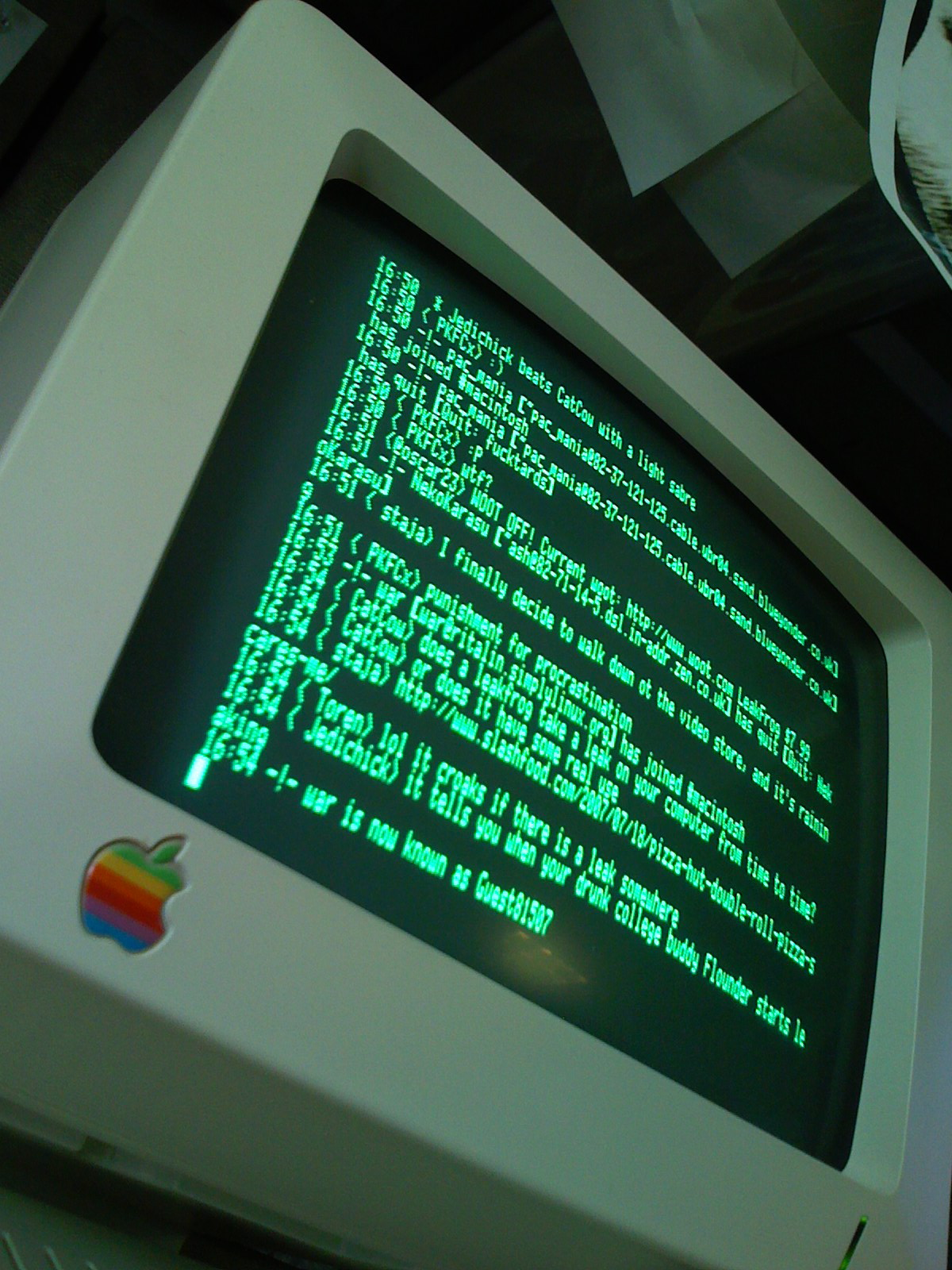

دالنت (بالإنجليزية: DALnet)‏ هي شبكة للمحادثة الفورية الدردشة (آي آر سي) تم انشائها عام 1994 أصبحت شبكة دالنت شبكه بديله في عالم الشبكات كشبكه جيده في راحة المستخدم. مع مشكلة انقطاع أو انفصال السيرفرات في شبكة «ايف نت», مع الايام، اشتهرت شبكة دالنت بتزايد مستخدميها وثبات السيرفرات المنتظم.
ساهم برنامج "mIRC" بشهرة شبكة دالنت كثيراً. لان شبكة دالنت كانت الأول من بين جميع الشبكات في القائمة وجميع المستخدمين لهذا البرنامج قاموا بالاتصال التلقائي إلى شبكة دالنت. على الرغم من قائمة الشبكات كانت مترتبة ابجدياً في برامج الاميرسي، الا ان البعض أصبح يبحث عنها بالاسم من شهرتها الواسعه.

## مختصر عن سيرفرات شبكه دالنت
شبكة دالنت منقسمة إلى عدة سيرفرات. السيرفرات مرتبطه ببعضها من خلال hub. وهو نوع معين من السيرفرات بمعالجة الكتل الكبيره من المعلومات. وايضاً يدعم بعض السيرفرات المتعارف اسمها بالخصل. جميع السيرفرات مرتبطه ببعض بمسمى شبكه، تحمل الكثير من القنوات والدردشات المختلفه.

## زوار شبكه دالنت
الكثير من الناس زاروا شبكة دالنت، وهنالك مشاهير أيضا. أول مشهور دخل شبكة دالنت كان BB King, ملك الجاز وقام بإجابة جميع اسئله معجبينه يوم الثلاثاء، يناير 1997 في الساعة 19:30 توقيت شرق أمريكا في قناة #Jazzirc. تم عقد مؤتمر في نفس القناء السابقه على يد تيتو بوينت في يوم الثلاثاء، فبراير الثالث عشر، في 19:30. مدير سلسلة أفلام Scream - زار الشبكة في 20 أبريل 2000. وكان هنالك الكثير من الزيارات للمشاهير، واليوم أصبح هنالك فريق للاحتفالات لترتيب زياره مشهور أو ترتيب جلسات تدريب لمستخدمين شبكة دالنت.

## تغييرات في إدارة الشبكة
في 22 مارس 2000، سلم dalvenjah موقف الرئيس التنفيذي (المدير التنفيذي) إلى Taz، بسبب مشاغل الحياة، مما يجعل من المستحيل بالنسبة له دخوله إلى دالنت بقدر ما يلزم. dalvenjah قام بعمل رائع، و Taz استمر في هذا العمل. غادر Taz في كانون الثاني/يناير 2003 وسلم العمل إلى MirclMax مع شارة جديدة «مدير عمليات الشبكة» وإلغاء الرئيس التنفيذي ومدير العمليات. في الثامن من يونيو، سلم MirclMax عمل «مدير عمليات الشبكة» إلى Ahnberg وهو لحد الآن في هذا المنصب.

## عدد مستخدمي الشبكة من العرب
في عام 1999 : 2000 عربي
في عام 2000 : 20.000 عربي
في عام 2001 : 25.000 عربي
في عام 2002 : 51.000 عربي
في عام 2003 : 5.000 عربي
في عام 2004 : 15.000 عربي